# Scophthalmus maximus
Scophthalmus maximus là một loài cá thân bẹt trong họ Scophthalmidae. Nó là một loài cá biển tầng đáy có nguồn gốc từ bắc Đại Tây Dương, biển Baltic, Địa Trung Hải.

## Hình ảnh

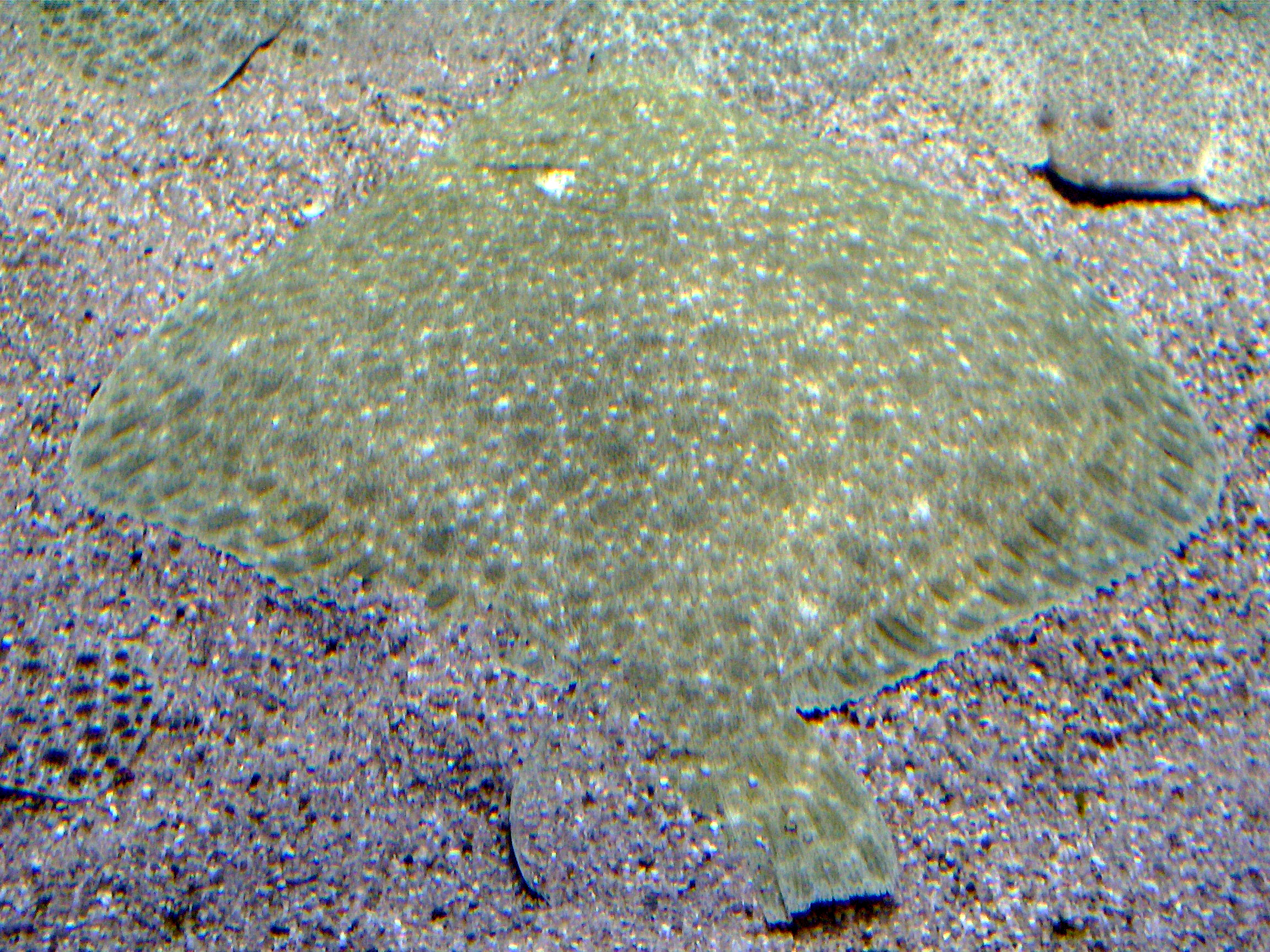
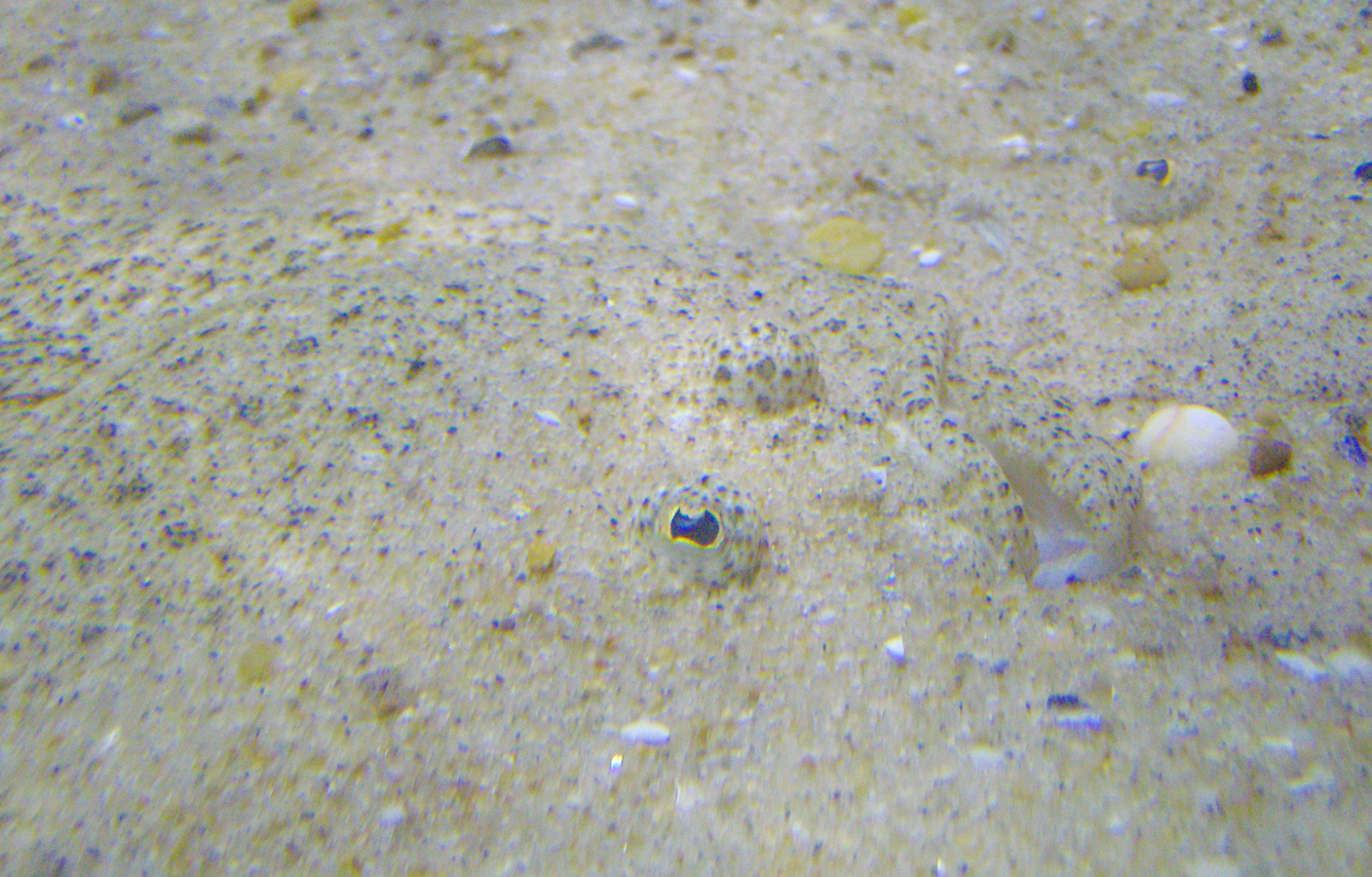
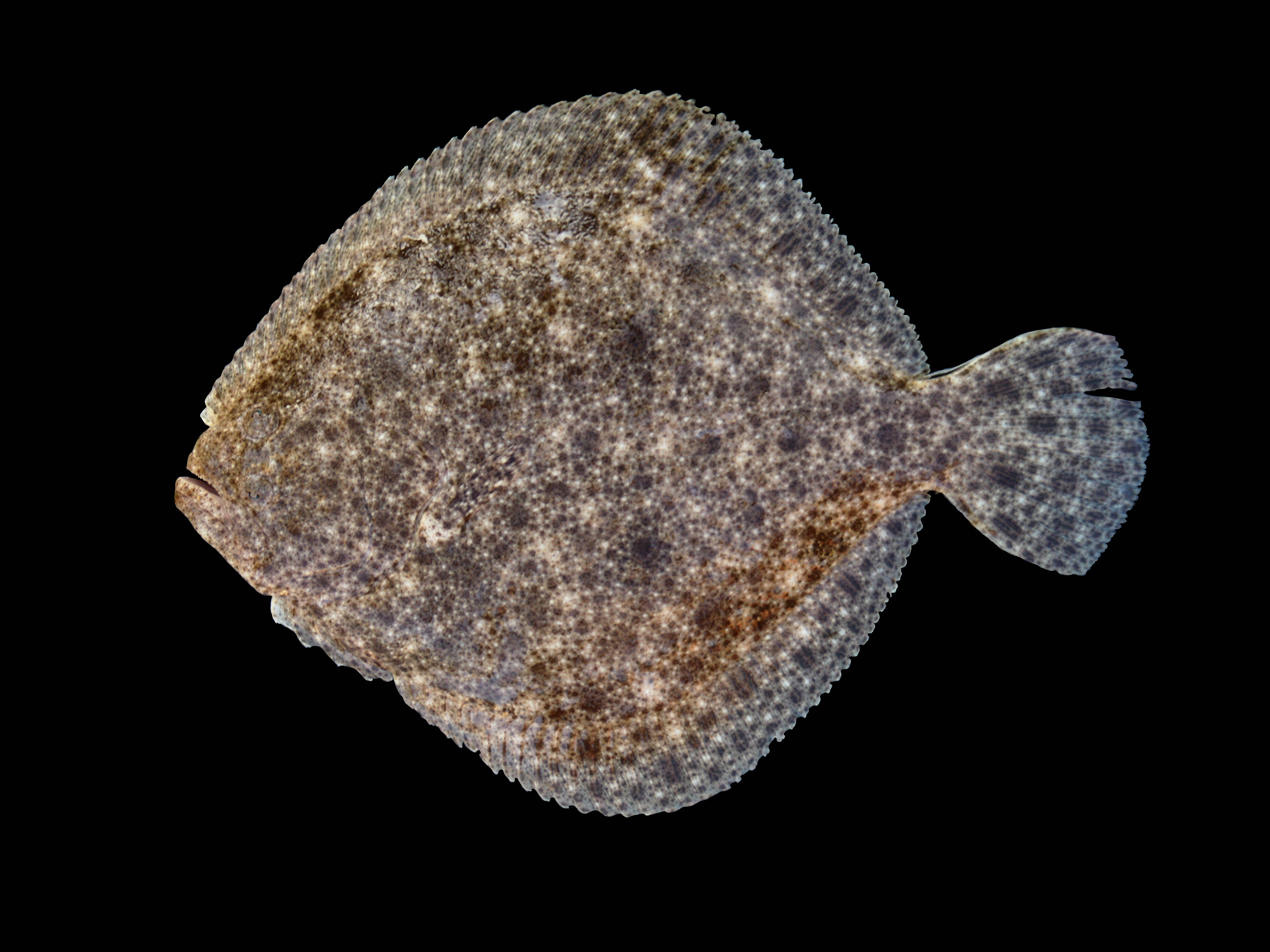

- Tập tin:20040626 30sant Latvia Postage Stamp.jpg